# Подгорье (Бродовская городская община)
Подгорье (укр. Підгір'я) — село в Бродовской городской общине Золочевского района Львовской области Украины.
Население по переписи 2001 года составляло 444 человека. Занимает площадь 0,885 км². Почтовый индекс — 80644. Телефонный код — 3266.

## История
В 1946 г. Указом ПВС УССР село Волохи переименовано в Подгорье.